# Кредитна кооперація в Україні
Кредитна кооперація (див. Кооперативний рух в Україні) – система об'єднань (товариств, спілок) дрібних товаровиробників та ін. осіб, які мають спільний інтерес у створенні грошових фондів із власних коштів для задоволення потреб в отриманні невеликих кредитів. На укр. землях перші кредитні кооперативи виникли наприкінці 60-х рр. 19 ст. на Полтавщині. До серед. 1890-х рр. засновувалися переважно ощадно-позичкові товариства, які діяли на паях і надавали довгострокові кредити під заставу майна. Масовому заснуванню кредитних товариств, осн. капітал яких становили позички і пожертви і які надавали цільові довгострокові кредити, сприяло "Положення про установи дрібного кредиту" (1895). За діяльністю кредитних т-в наглядали земства. 1 серп. 1895 розпочало роботу кредитне товариство в с. Дзензелівка (нині село Маньківського р-ну Черкас. обл.), до 1907 воно надавало лише позики, а згодом почало займатися також вироб.-збутовою діяльністю. Його фундатором був учитель О.Черненко, а рахівником – Х.Барановський. Саме в Дзензелівці протягом 1907–11 містилося правління "Київського кредитного союзу (Союзбанк)" – першої кредитної спілки. На 1 січ. 1915 в Україні діяли 2401 кредитне та 1011 ощадно-позичкових товариств, які обслуговували 1,7 млн осіб. Становлення нац. системи кредитної кооперації припало на 1917–18. У верес. 1917 було засновано Укр. нар. кооп. банк (раніше створення кредитного банку укр. кооперації штучно стримував царський уряд) зі статутним фондом 1 млн рублів. Його правління очолив Х.Барановський. 1918 існувало 43 кредитні спілки. Система кредитної кооперації була триступеневою: окремі товариства – спілки кредитних товариств – центр. спілка.
Після встановлення на укр. землях рад. влади РНК УСРР своїм декретом "Про об'єднання всіх видів кооперативних організацій" від 10 серп. 1920 ліквідувала систему кредитної кооперації як таку, а існуючі на той час кредитні товариства та спілки підпорядковувалися споживчим товариствам. 18 груд. 1920 були ліквідовані Українбанк та товариства приватного кредиту.
Після запровадження РКП(б) нової економічної політики РНК УСРР ухвалила 1922 декрет "Про кредитну кооперацію". Було опубліковано Статут с.-г. кредитного товариства, який передбачав заснування кредитних товариств у сільс. р-нах. Такі товариства мали універсальний характер: вони кредитували сел. господарства, займалися торгівлею, заготівлею с.-г. продукції, постачанням с.-г. техніки тощо.
7 жовт. 1925 ВУЦВК та РНК УСРР ухвалили постанову "Про порядок ліквідації кооперативних організацій, об'єднання та їх розділ". 30 груд. 1925 Гол. кооп. к-т при РНК УСРР встановив порядок переходу с.-г. кредитних товариств універсального типу на статут кредитного с.-г. товариства. Перехід на новий статут мали завершити до 1 січ. 1927, хоча сам статут було зареєстровано лише 13 груд. 1927.
Одразу після 1922 в УСРР діяло 2 тис. кредитних товариств, 1926 – 4,5 тис., а наприкінці 1929 – 2,5 тис., на поч. 1930-х вони припинили своє існування.
На західноукр. землях, які не входили до складу УСРР–УРСР, кредитні кооперативи діяли до кін. 1930-х рр.
Кредитні кооперативи в Україні стали відроджуватися на поч. 1990-х рр. 20 верес. 1993 Президент України видав Указ про затвердження "Тимчасового положення про кредитні спілки в Україні", а 7 лют. 1994 НБУ ухвалив Типовий статут кредитної спілки. У черв. 1994 28 кредитних спілок з 17 областей заснували Нац. асоціацію кредитних спілок України. 1996 в Україні існувало вже 150 кредитних спілок, вони діяли переважно в містах, займалися заощадженням коштів нас., кредитуванням та наданням соціально-матеріальних послуг.